# Hochdruck-Torsion

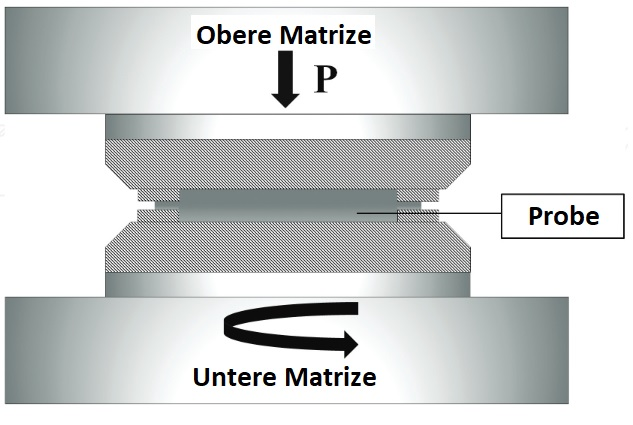
Schematischer Aufbau der Hochdruck-Torsion

Die Hochdruck-Torsion (engl. high-pressure torsion, HPT) ist ein Umformverfahren, das einen zylinderförmigen Werkstoff unter hohem Druck, in der Größenordnung von {\displaystyle 1-10} GPa, d. h. ca. {\displaystyle 10\,000-100\,000} bar, tordiert. In diesem Verfahren kann ein sehr hoher Umformgrad erreicht werden, ohne die Geometrie des Werkstückes stark zu verändern.
In Metallen kann eine mechanische Kornfeinung bis unter 100 nm Größe erzielt werden, was das Verfahren für die Erforschung der Mikro- und Nanostruktur interessant macht. Das Verfahren wurde erstmals im Jahr 1935 von Percy W. Bridgman eingeführt.

## Mikrostrukturentwicklung
Durch Hochdruck-Torsions-Verfahren lassen sich homogene Nanostrukturen mit hochwinkligen Korngrenzen bilden. Das mechanische Verhalten und die Entwicklung mikrostruktureller Merkmale kann für viele reine Metalle und Legierungen untersucht werden. Je nach Werkstoff konnten minimale Korngrößen erreicht werden. So wurden in einer Aluminiumlegierung Korngrößen von 26 nm erreicht, in reinem Aluminium hingegen nur 800 nm.
Mechanische Spannungen im Gefüge werden durch die Zerteilung und Rekristallisation von Körnern abgebaut. Der Umformgrad kann über die Rotation stufenlos eingestellt werden. Die gesamte Scherdehnung {\displaystyle \gamma } kann unter der Annahme, dass die Höhe {\displaystyle h} des Probenzylinders unabhängig vom Rotationswinkel ist, berechnet werden als:
{\displaystyle \gamma ={\frac {N\cdot 2\pi r}{h}}}
{\displaystyle N} ist hier die Anzahl an ganzen Umdrehungen und {\displaystyle r} der Radius des Probenzylinders.
Die äquivalente Dehnung {\displaystyle \varepsilon } nach von Mises kann anhand folgender Beziehung berechnet werden:
{\displaystyle \varepsilon ={\gamma  \over {\sqrt {3}}}}
Eine starke Kornverfeinung führt, nach der Hall-Petch-Beziehung, zu einer erhöhten Festigkeit. Für einige Materialien verliert die Korngrößenabhängigkeit der Härte jedoch an Bedeutung oder kehrt sich um zu einer inversen Hall-Petch-Beziehung; so wirken Hochwinkel-Korngrenzen etwa in ultrahochreinem Aluminium hauptsächlich als Versetzungssenken.
Das Verfahren wurde auch dazu genutzt, verschiedene plastische Mechanismen wie Superplastizität, Mischkristallverfestigung und den Orowan-Mechanismus genauer zu untersuchen.